# Airbus Helicopters
Airbus Helicopters SAS (раније Eurocopter Group) је дивизија предузећа Airbus која се бави производњом хеликоптера. Највећи је у овој индустрији по приходима и испорукама турбинских хеликоптера.
Седиште се налази у Марињану, код Марсеља. Главни објекти се налазе у седишту у Марињану и Донауверту, са додатним производним погонима у Бразилу, Аустралији, Шпанији, Румунији, Уједињеном Краљевству и Сједињеним Америчким Државама.
Дана 4. јануара 2014. године мења назив из Eurocopter у Airbus Helicopters. Године 2018. испоручио је 356 хеликоптера, 54% удела на цивилном или парајавном тржишту.

## Галерија
- H120/EC120 Colibri
- H125/AS350 Écureuil
H125M/AS555 Fennec
- H130/EC 130
- H135/EC135
H135M/EC635
- H145/EC145
H145M/EC645/UH-72
- AS365 Dauphin
AS565 Panther/HH-65/Z-9
- H155/EC155
- H160
- H175
- EC-665 Tiger
- H215/AS332 Super Puma
H215M/AS532 Cougar
- NH90
- H225/EC225 Super Puma
H225M/EC725 Caracal